# Пушкарьова Тамара Олексіївна
Тамара Олексіївна Пушкарьова (25 квітня 1962, м. Суми) — начальник відділу проектної діяльності ДНУ «Інститут модернізації змісту освіти» Міністерства освіти і науки України, член Вченої ради. Доктор педагогічних наук (2018), професор (2013), член-кореспондент НАПН України (2019), дійсний член НАПН України (2025). Автор-розробник та науковий керівник педагогічної технології «Росток» — комплексна програма розвитку дітей та педагогічного проекту "Підготовка керівних, педагогічних та науково-педагогічних кадрів до роботи за інноваційними освітніми технологіями «Академія інноваційного розвитку освіти». Керівник ТОВ «Академія інноваційного розвитку освіти». Член редакційної колегії науково-методичного журналу Комп'ютер у школі та сім'ї (ISSN 2307-9851, 1998 р.).

## Біографія
1979—1985 роки — навчалася в Сумському педагогічному інституті ім. А. С. Макаренка.
1985—1994 роки — викладач кафедри фізики Сумського педагогічного інституту ім. А. С. Макаренка.
1989—1991 роки — аспірантура НДІ змісту і методів навчання АПН СРСР. Працювала на посаді викладача кафедри педагогічної творчості Сумського педагогічного інституту ім. А. С. Макаренка.
1991 рік — присуджено вчений ступінь кандидата педагогічних наук зі спеціальності «Педагогічні науки — 13.00.00». Тема кандидатської дисертації «Фізичний експеримент в інтегрованих курсах природознавства».
1996 рік — створила науково-педагогічний проект Комплексна програма розвитку дітей «Росток», який впроваджується в загальноосвітніх навчальних закладах України.
1997 рік — присвоєно вчене звання доцента.
1999—2004 роки — створила кафедру педагогіки, психології та методики початкового навчання Сумського педагогічного інституту ім. А. С. Макаренка, яку очолювала протягом 4 років.
2000—2004 роки — доцент в Науково-методичному центрі середньої освіти Міністерства освіти і науки України.
2006—2010 роки — начальник відділу менеджменту освіти і вивчення педагогічного досвіду (в утвореному на базі ліквідованого підрозділу Міністерства Науково-методичного центру середньої освіти) Інституту інноваційних технологій і змісту освіти.
2007—2010 роки — професор кафедри управління освітою Київського обласного інституту післядипломної освіти педагогічних кадрів.
2010—2011 роки — заступник директора Інституту інноваційних технологій і змісту освіти.
2013 рік — отримала наукове звання «професор».
2018 рік — присуджено вчений ступінь доктора педагогічних наук зі спеціальності «Теорія навчання — 13.00.09».
2025 рік — дійсний член НАПН України.
Науковий та педагогічний доробок складає більше п'ятдесяти публікацій з питань розвитку та реформування освітньої галузі, 25 підручників і навчальних посібників для учнів початкової та основної школи, а також методичних розробок для вчителів.
Під керівництвом Пушкарьової Тамари Олексіївни успішно захищені 6 кандидатських дисертацій.